# Sarakata
Sarakata ist einer der längsten Flüsse in Vanuatu. Er verläuft im Südosten der Insel Espiritu Santo und mündet in die Velit Bay, westlich von Luganville.

## Geographie
Der Fluss entspringt im Hochland westlich von Napil und fließt stark mäandrierend zunächst nach Westen und nimmt zahlreiche kleine Zuflüsse auf. Bei Napil (⊙) fließt ihm von links und Norden ein größerer Quellbach zu (⊙), woraufhin der Fluss seine Richtung ändert und nach Süden läuft. Der Fluss bildet auch die Cascade de la Sarakata (⊙).

## Geschichte

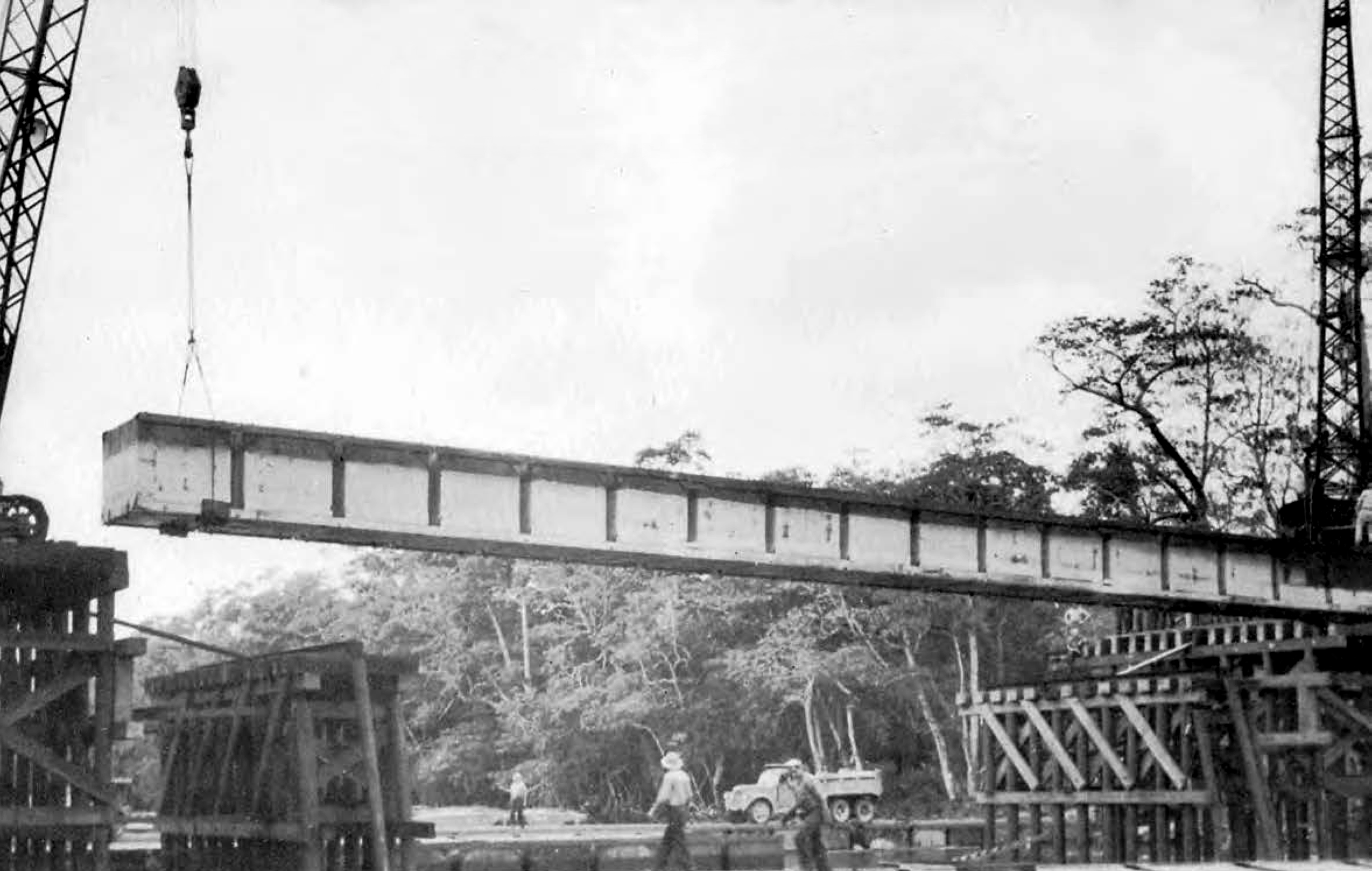
Bau der Sarakata-Brücke (1943)

Unity Park am Segond Channel (Zweiten Kanal) nahe der Flussmündung war der Standort von John F. Kennedys Motor Torpedo Boat PT-109, während die Mannschaft im Zweiten Weltkrieg auf den Transfer zu den Salomon-Inseln wartete.
Es gibt Pläne einer japanischen Firma, ein Wasserkraftwerk zu errichten.